# PricewaterhouseCoopers

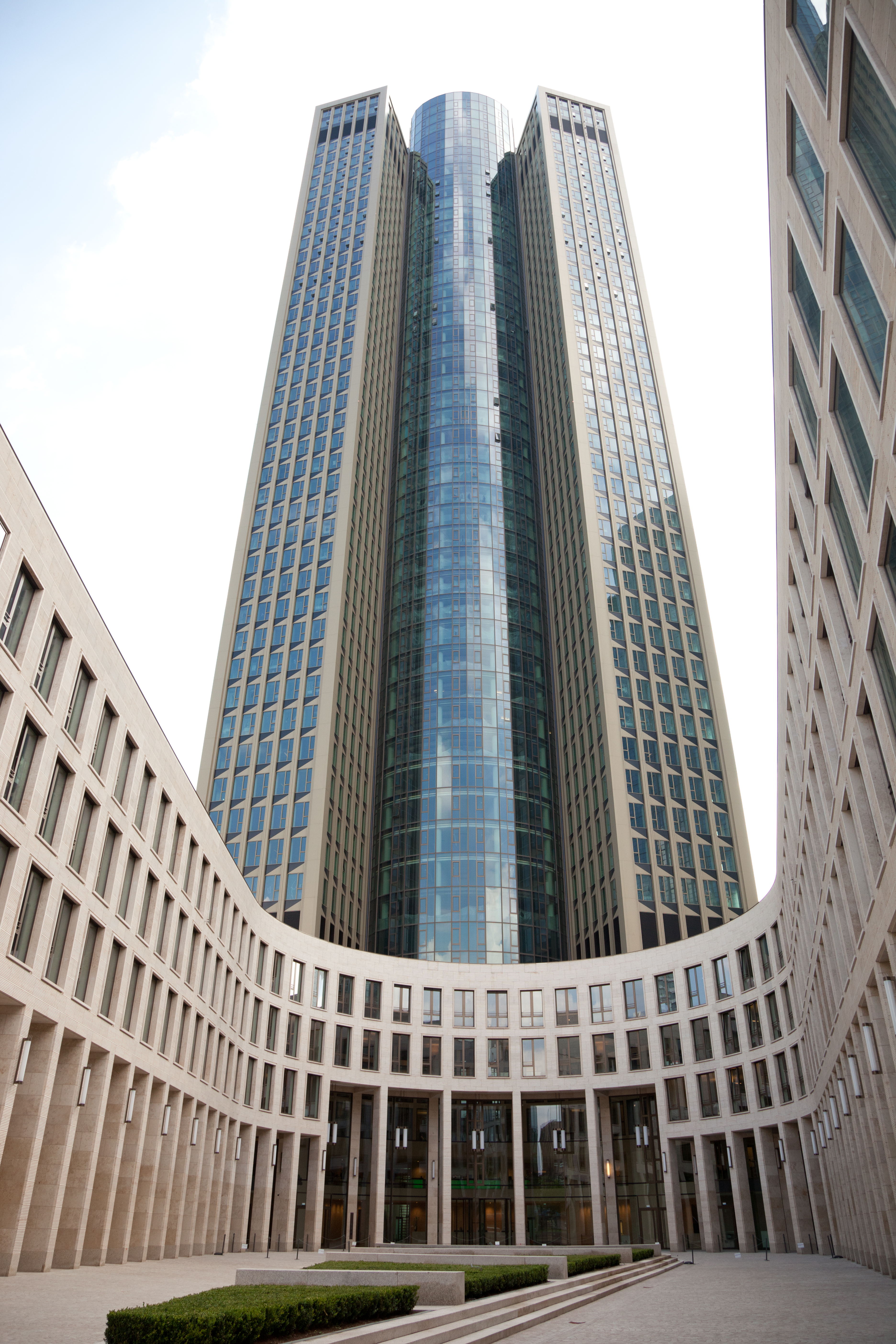
Torre 185 a Francoforte

PriceWaterhouseCoopers (nome commerciale PwC) è una rete multinazionale di imprese di servizi professionali, operativa in 158 Paesi, che fornisce servizi di consulenza di direzione e strategica, revisione di bilancio e consulenza legale e fiscale.
La società, nata dalla fusione tra la Price Waterhouse e la Coopers & Lybrand avvenuta nel 1998, è la seconda più grande al mondo nei servizi professionali e fa parte delle cosiddette Big Four: le quattro più grandi aziende di revisione dei bilanci al mondo, insieme a Deloitte & Touche, Ernst & Young e KPMG. Alla PwC viene affiancata l'erogazione di servizi di consulenza direzionale, strategica e IT & Technology oltre che di analisi finanziaria e servizi in ambito Tax & Legal.

## Storia
PricewaterhouseCoopers è il frutto della fusione, avvenuta nel 1998, di "Price Waterhouse" e "Coopers & Lybrand", due grandi imprese che trovarono le loro origini nel diciannovesimo secolo.

### Price Waterhouse
Samuel Lowell Price iniziò la sua professione a Londra nel 1849. Nel 1865 Price entrò in società con William Hopkins Holyland e Edwin Waterhouse. Holyland lasciò poco dopo e la società dal 1874 assunse il nome Price, Waterhouse & Co. Il contratto societario originale, firmato da Price, Holyland e Waterhouse è conservato presso le Southwark Towers, a Londra, una delle più importanti sedi legali di PwC.
Già dalla fine del diciannovesimo secolo, Price Waterhouse guadagnò un significativo riconoscimento nel campo della contabilità. A fronte dell'espansione dei rapporti commerciali tra il Regno Unito e gli Stati Uniti d'America, Price Waterhouse aprì nel 1890 un ufficio a New York, da lì inizio un processo di espansione in altri paesi europei.
PW e Arthur Andersen hanno cercato l'accordo per una fusione nel 1989, ma non riuscirono a trovarlo a causa del conflitto di interessi generato dal fatto che PW revisionasse IBM, con la quale invece Andersen aveva stretti rapporti commerciali.

### Coopers & Lybrand
William Cooper iniziò ad esercitare la sua professione a Londra nel 1854. Sette anni dopo i suoi tre fratelli entrarono in società con lui, fondando la Cooper Brothers.
Nel 1898, negli USA, Robert H. Montgomery, William M. Lybrand, Adam A. Ross Jr. e suo fratello T. Edward Ross costituirono Lybrand, Ross Brothers and Montgomery.
Coopers & Lybrand è il risultato di una fusione avvenuta nel 1957 tra Cooper Brothers & Co; Lybrand, Ross Bros & Montgomery e una società canadese, la McDonald, Currie and Co. Nel 1990, in alcuni paesi compreso il Regno Unito, Coopers & Lybrand si è fusa con Deloitte Haskins & Sells per diventare Coopers & Lybrand Deloitte, rinominata nel 1992 Coopers & Lybrand.

### Posizionamento attuale
PwC ha annunciato di avere archiviato l'esercizio al 30 giugno 2011 con un fatturato aggregato pari a 29,2 miliardi di dollari, in aumento del 10% rispetto al 2010 e con la miglior crescita dal 2008. A tassi di cambio costante il network ha riportato ricavi in crescita dell´8%.
Il giro d'affari dei servizi di consulenza è balzato del 20% a 7,5 miliardi di dollari, quello core della revisione è progredito del 7% a 14,1 miliardi, mentre i ricavi dell'area Tax & Legal sono saliti dell'8% a 7,6 miliardi. A livello geografico sono ancora Europa e Nordamerica i principali mercati del gruppo, anche se i tassi di crescita più rilevanti sono stati registrati altrove con un incremento in Asia del 14%, in Australasia del 38% e in Medio Oriente e Africa del 20%.